# Pteris hunanensis
Pteris hunanensis là một loài thực vật có mạch trong họ Pteridaceae. Loài này được C.M. Zhang miêu tả khoa học đầu tiên năm 1995.